# Hořelice

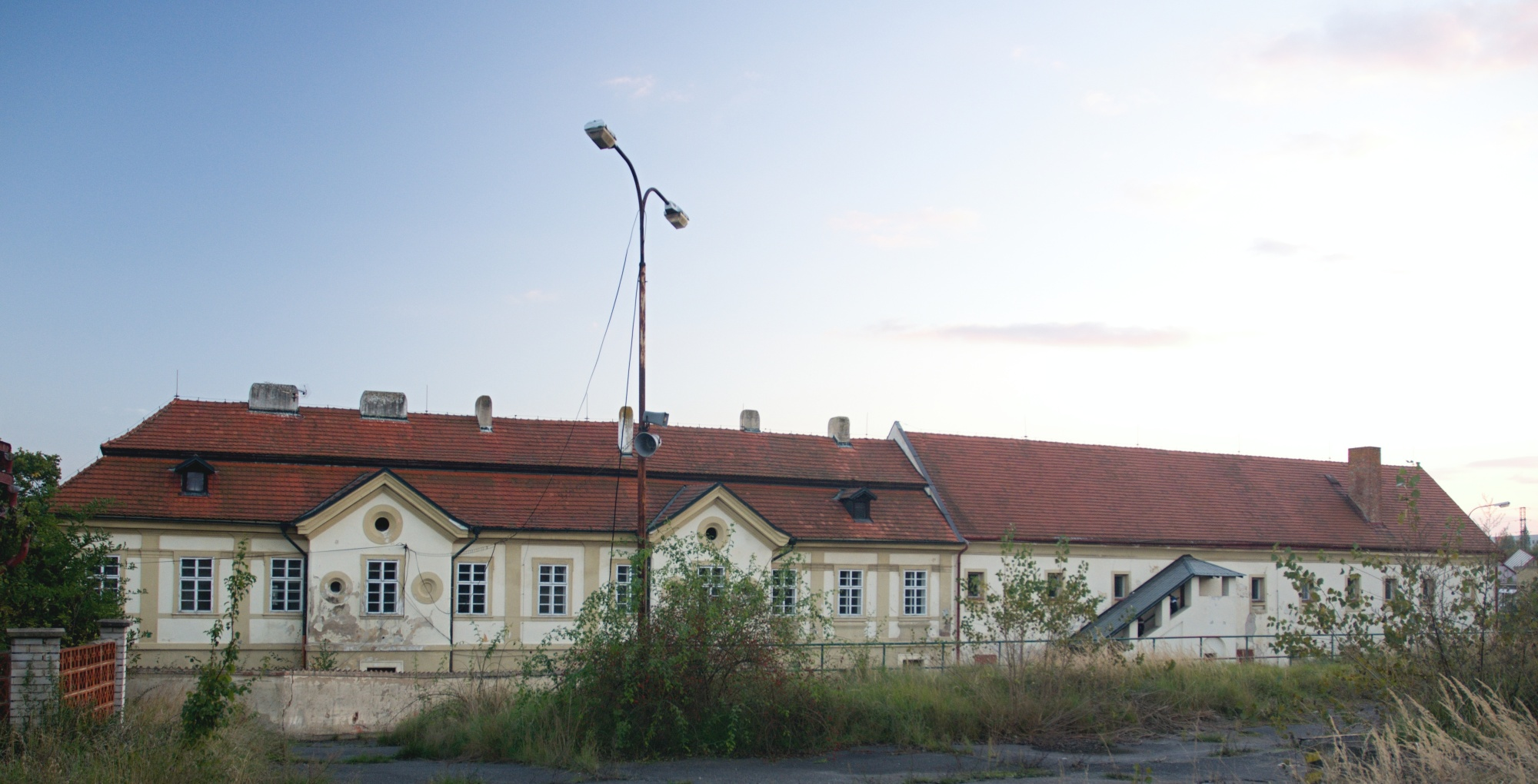
Zámek

Hořelice (v jednotném čísle, ta Hořelice, v Hořelici, dříve ty Hořelice) je bývalá obec, od roku 1951 jihozápadní část města Rudná v okrese Praha-západ. Leží v mírně kopcovité krajině mezi Berounem a Prahou, při silnici II/605, tedy bývalém hlavním tahu z Prahy na Plzeň, a to dále od Prahy než Dušníky, druhá část Rudné. Evidenčně se dnes Rudná nečlení na části a má jen jednu řadu čísel popisných, dosud však existuje katastrální území Hořelice, které je statisticky rozděleno na dvě základní sídelní jednotky: vlastní sídelní část nese označení Hořelice, oblast západně od ní je evidována pod názvem Průmyslová zóna Rudná (průmyslová zóna však přesahuje i do Nučic).

## Historie
První písemná zmínka o vsi je nadační listina knížete Břetislava z roku 1052, kde je mezi statky věnovanými kostelu ve Staré Boleslavi zmiňován důchod ze vsi Zhořelce u Prahy. Od roku 1228 vesnice patřila klášteru svatého Jiří na Pražském hradě, od 14. století klášteru svatého Tomáše na Malé Straně. Po husitských válkách ves od krále Zikmunda získali bratři Jeroným, Jan a Bušek z Čečelic, poté se ve vlastnictví vystřídali Bořivoj Měsíček z Výškova, Kateřina z Nedabylic, Ondřej Erb z Erdsteinu a rod Karvinských, který ji vlastnil až do roku 1730, kdy byla začleněna do tachlovického panství.
V letech 1771–1772 zasáhla oblast morová epidemie, při níž zemřelo mnoho lidí.
V roce 1932 bylo v obci Hořelice evidováno 1621 obyvatel a tyto živnosti, obchody a služby: katolický kostel, československý kostel, synagoga, sbor dobrovolných hasičů, společenstvo hostinských, důl Pražské železářské společnosti, hospodářské družstvo, 2 stavební družstva, 2 velkostatky, výroba voňavkářského zboží, autodoprava, Bio invalidů, výroba cementového zboží, 2 cukráři, drogerie, hodinář, 5 hostinců, hotel Paříž, 3 kapelníci, knihtiskárna, konsum Včela, kožišník, 2 zahradnictví, zubní ateliér, železářství.

## Stavby
Nedaleko kostela stávala kamenná tvrz s dřevěnou horní částí. Pod tvrzí byla rozsáhlá zahrada se studnou, potůčkem a sádkovým rybníkem. K hospodářství se přimykal mlýn, panský dvůr, pivovar, vinopalna a hospoda. Za třicetileté války byla tvrz poškozena. Kolem roku 1700 nechal rod Karvinských zbytky tvrze přestavět na barokní zámek.
V roce 1839 byl zámek klasicistně přestavěn. Celý areál je od roku 1958 zapsán v seznamu kulturních památek. Patří soukromé firmě.

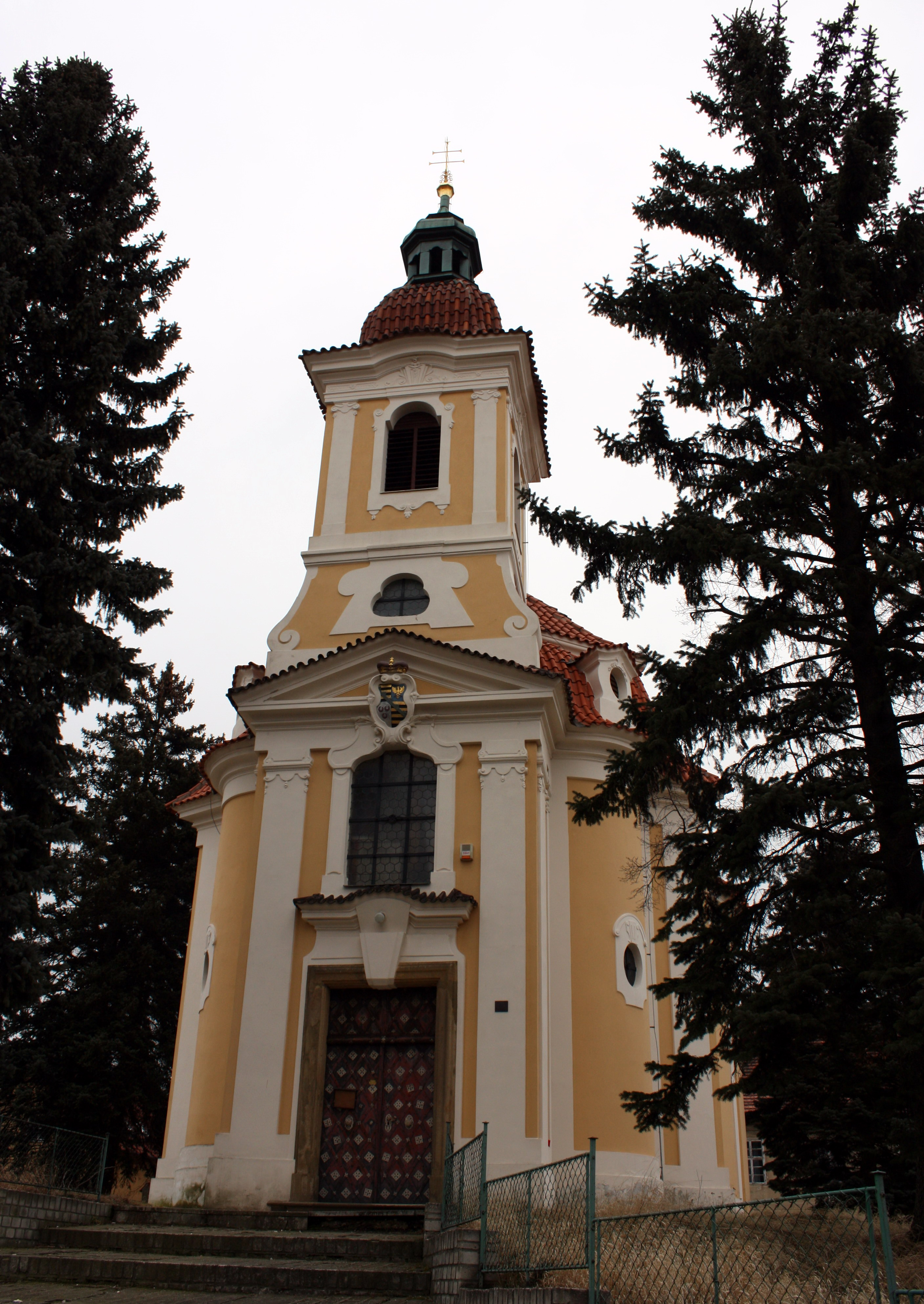
Kostel Stětí svatého Jana Křtitele

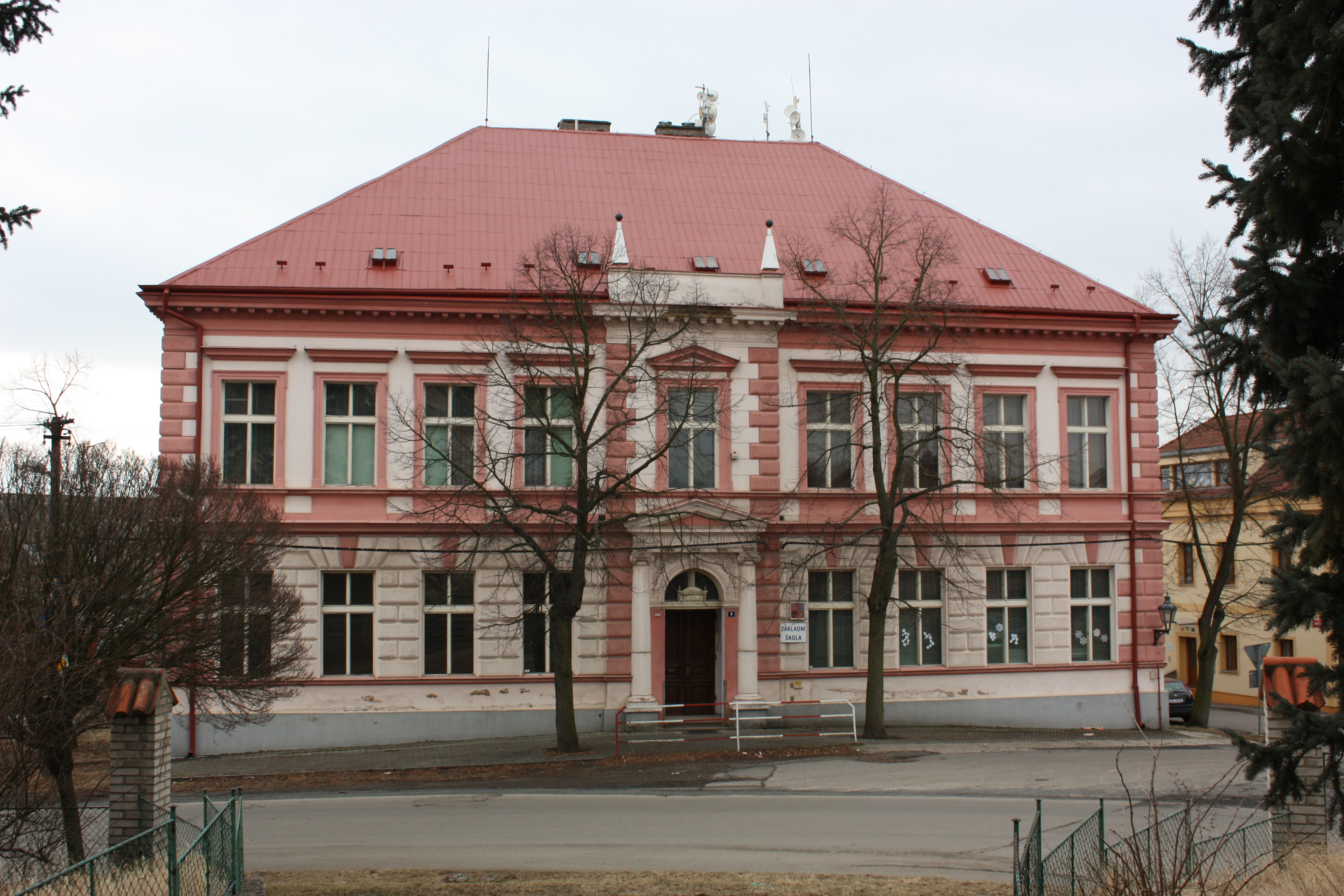
Škola

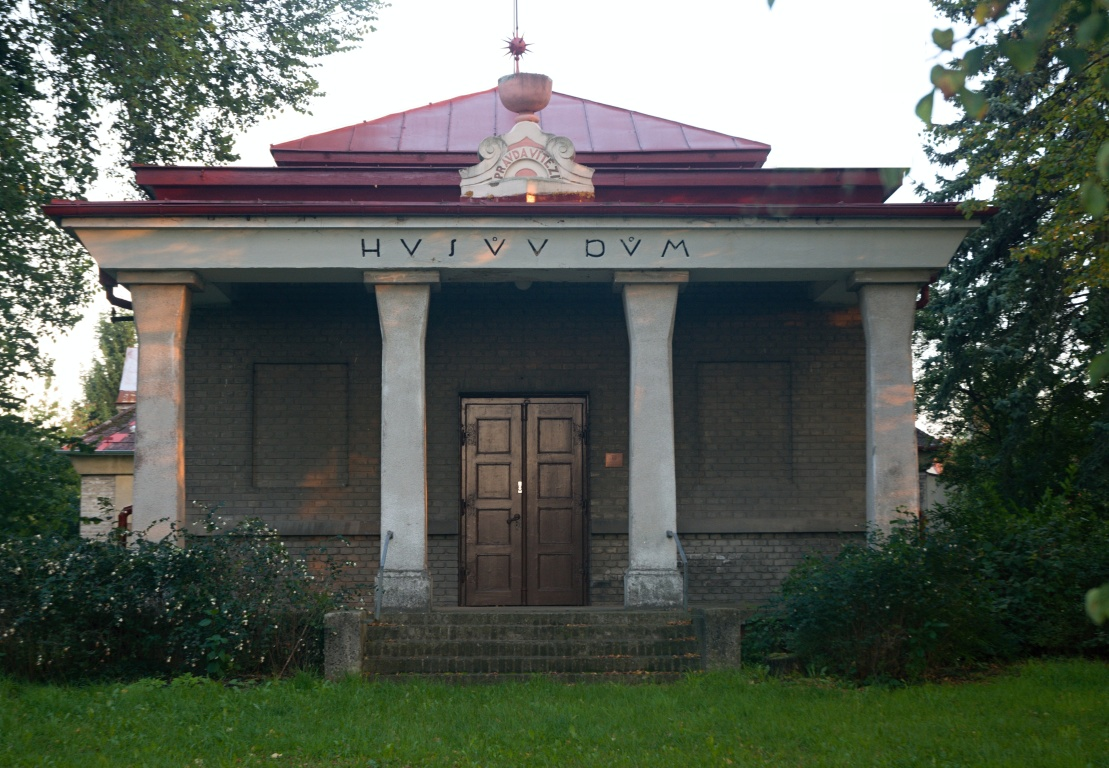
Husův sbor

V centru Hořelice stojí barokní kostel Stětí svatého Jana Křtitele. První zmínka o kostele na tomto místě je z roku 1395. Pravděpodobně byl znovu postaven roku 1605, ale ve třicetileté válce byl těžce poškozen; rodina Karvinských ho v roce 1697 nechala opravit. V letech 1740–1747 nechala majitelka tachlovického panství, velkovévodkyně Anna Marie Toskánská, kostel zbořit a na jeho místě postavit nový; toskánský znak se nachází v průčelí kostela. Autorství stavby je mylně přisuzováno Kiliánu Ignáci Dienzenhoferovi. Na hlavním oltáři je malba stětí svatého Jana Křtitele, boční oltáře jsou zasvěceny sv. Rodině, sv. Barboře, sv. Janu Nepomuckému a sv. Františku Xaverskému. Varhany stavěl místní varhanář Karel Weiss. Kostel je od roku 1958 zapsán v seznamu kulturních památek.
V roce 1558 bylo zavedeno pravidelné poštovní spojení mezi Prahou a Řeznem a Hořelice byla první důležitou zastávkou na této trase. Poštovní trubka se dostala i  do znaku města Rudná. Na místě původní pošty byl v roce 1690 vystavěn hostinec Na Staré. Ten byl spojen s poštou, v roce 1700 tam byl zaměstnán hospodář s manželkou, hospodářský personál, 3 postilioni, podomek a v hostinci číšník. Poštovský úřad byl dědičný a rodový. Na chodbě v přízemí se dochoval výklenek s kůlem pro uvazování koní. Památkově chráněný však hostinec není.
U Molákovy ulice stojí boží muka z roku 1610 v podobě kamenného sloupku zakončeného kovovým křížkem. Místo sloužilo jako morový hřbitov.
Hořelický hřbitov u hlavní silnice byl zřízen roku 1831, v roce 1900 byl rozšířen a v roce 1901 zde byla postavena hřbitovní kaple Blahoslavené Panny Marie. Kaple není kulturní památkou.
Hořelická škola byla postavena roku 1898. Roku 1698 působil v Hořelici na místní farní škole jako učitel, kantor a varhaník otec Matěje Jelínka.
V roce 1925 byl při hlavní silnici postaven Husův sbor, modlitebna Církve československé husitské. Za okupace bylo při bočním vstupu do kaple přistavěno kolumbárium. V roce 2005 byl soubor staveb Husova sboru (modlitebna, fara, pomník Mistra Jana Husa a oplocení) prohlášen kulturní památkou.
Těsně u jižního okraje Hořelice se na území Nučic nachází nádraží Nučice na trati 173. Západně od něj protínala území Hořelice od roku 1858 Kladensko-nučická dráha. Úsek Kladno – Hořelice byl zrušen 31. prosince 1968, úsek Hořelice – Mořina o délce 12,5 km byl předán podniku Rudné a nerudné doly Mořina, jehož nástupcem jsou dnes Lomy Mořina. Nákladové nádraží v Rudné-Hořelici se označuje jako nádraží Hořelice nebo jako Nučice nákladové nádraží či Nučice nákladní koleje.